# Helicóptero de ataque

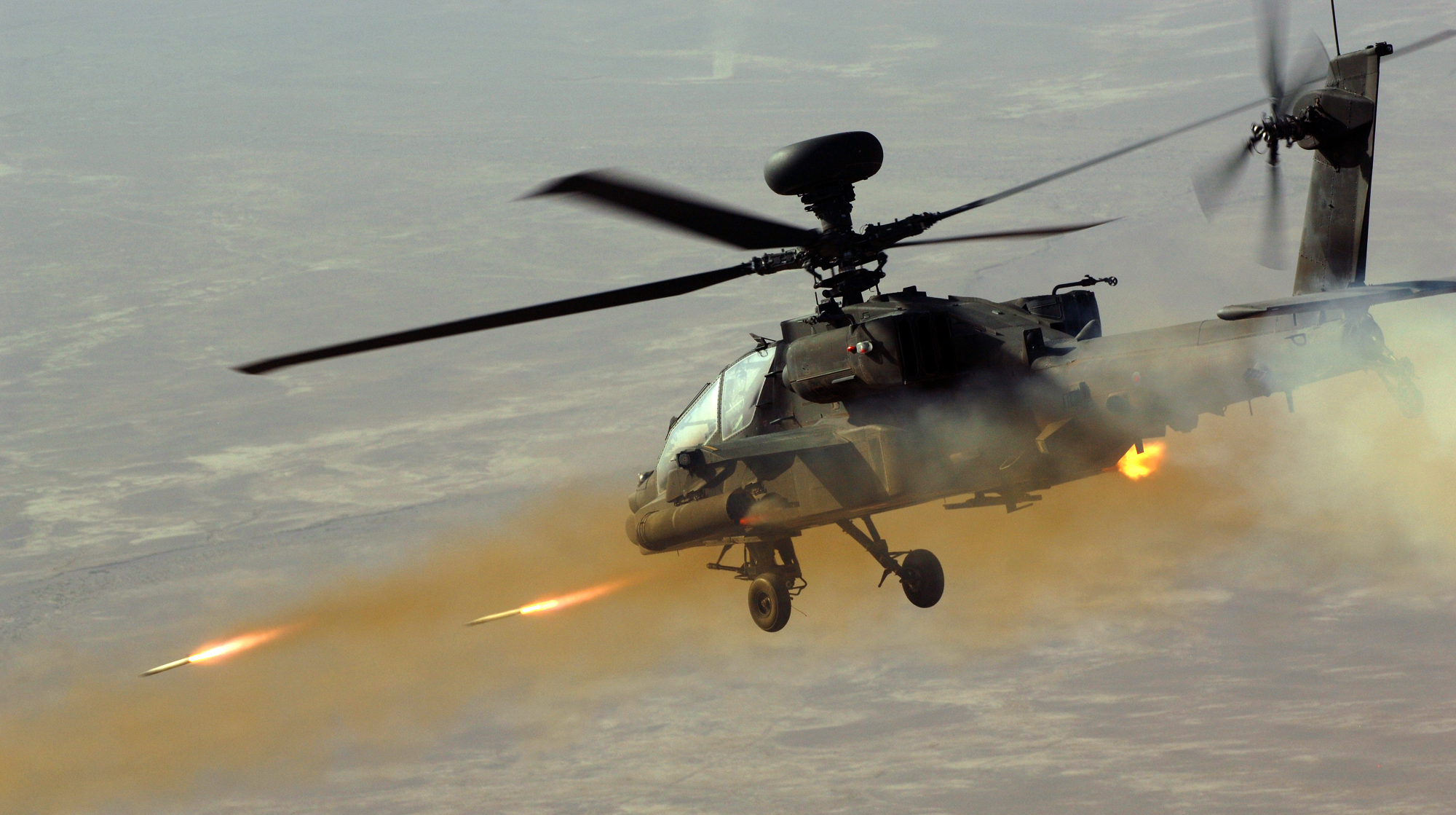
Um AH-64 Apache, de fabricação americana, da RAF.

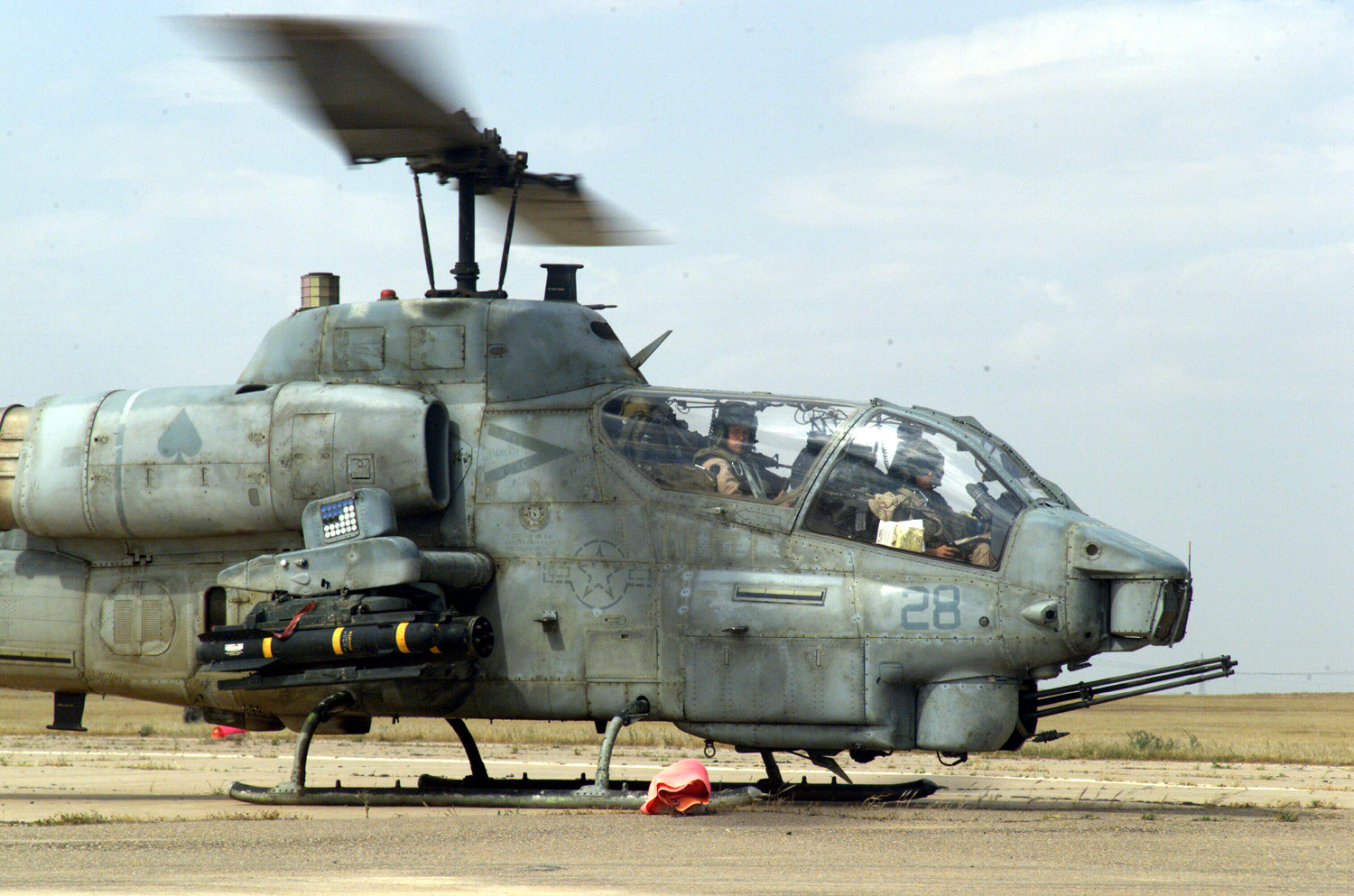
Um ah-1 cobra dos Estados Unidos, foi o primeiro helicóptero de ataque do mundo.

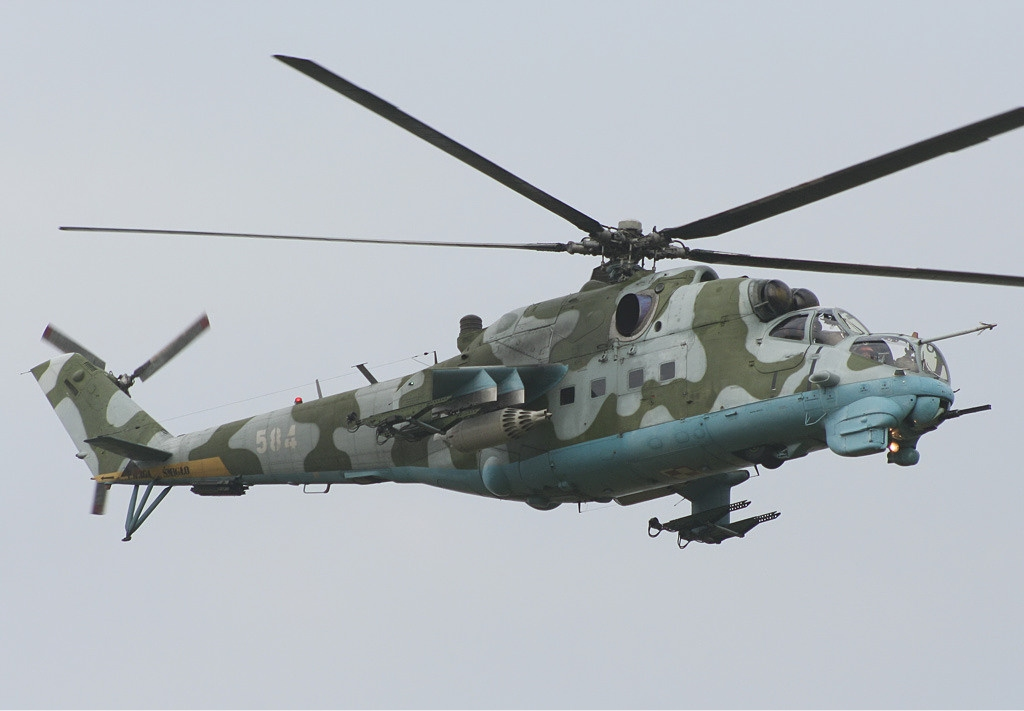
Um mil mi-24 da Polônia, um helicóptero de origem russa.

Um helicóptero de ataque é um helicóptero armado com a função principal de uma aeronave de ataque, com a capacidade de engajar alvos em terra, tais como a infantaria inimiga e veículos blindados de combate. Devido ao seu armamento pesado, às vezes são chamados de helicópteros artilhados. Os armamentos utilizados em helicópteros de ataque podem incluir canhões automáticos, metralhadoras, foguetes e mísseis guiados antitanque, como o Hellfire. Muitos helicópteros de ataque também são capazes de transportar mísseis ar-ar, embora em sua maior parte para fins de autodefesa. Os helicópteros de ataque atuais desempenham dois papéis principais: em primeiro lugar, para fornecer apoio aéreo próximo direto e preciso para as tropas terrestres, e em segundo, na função antitanque para destruir as concentrações de blindados inimigos.

## História
A ideia de equipar um helicóptero com armamento, nesse caso apenas defensivo, remonta à Guerra da Coreia, mas não foi uma experimentação planejada, mas o resultado de necessidades improvisadas. Mais tarde, a ideia também foi retomada na Guerra da Argélia, mas foi com a Guerra do Vietnã que eles começaram a pensar em um helicóptero especialmente criado para esse papel. Nos estágios iniciais deste último, helicópteros leves eram equipados com armas ofensivas muitas vezes empunhadas por membros da tripulação, pouco mais do que o equivalente voador de um veículo de patrulha armado leve. Para ter um helicóptero de ataque real disponível, teremos que esperar pelo Bell AH-1 Cobra destinado ao Suporte Aéreo Próximo. Depois do Vietnã, especialmente durante os anos noventa, os helicópteros de ataque do Exército dos EUA e parte da produção soviética tornaram-se cada vez mais especializados no papel de antitanque.
No Corpo de Fuzileiros Navais dos EUA, ao contrário, continuaram a ser utilizados helicópteros, assim como a frota de aeronaves de asa fixa, no papel de apoio às tropas.
Na União Soviética, as capacidades de transporte de tropas eram preferidas para manter intactas em vez de ataques terrestres.
Enquanto os helicópteros se mostraram eficazes no papel antitanque no teatro do Oriente Médio, os helicópteros de ataque são hoje projetados para usos multifunções. Táticas como o tanque plinking mostraram que aeronaves de asa fixa podem ser eficazes contra tanques, mas os helicópteros têm a vantagem de manter baixa altitude e velocidade, bem como ter a capacidade de fechar um apoio aéreo.
Outros helicópteros específicos foram desenvolvidos para missões de forças especiais, incluindo o MH-6 Little Bird para Apoio Aéreo Próximo. O papel operacional independente chamado ataque profundo confiado aos helicópteros de ataque foi questionado após a missão fracassada durante o ataque a Karbala Gap, durante a Guerra do Iraque de 2003. Uma segunda missão realizada quatro dias depois na mesma área, desta vez coordenada com artilharia e aeronaves de asa fixa, foi muito mais eficaz, com a contenção a um número mínimo de baixas.

## Helicópteros de ataque modernos
Durante a segunda parte dos anos setenta, o Exército dos EUA percebeu a necessidade de maior especialização com corpos equipados com helicópteros de ataque, o que lhes permitiria operar em qualquer condição climática para a qual um programa chamado "Advanced Attack Helicopter" foi iniciado, do qual o Hughes YAH-64 foi o vencedor. Os soviéticos, para combater o desenvolvimento tecnológico de aeronaves fabricadas nos EUA, iniciaram um programa semelhante para adaptar seus helicópteros de ataque.
A liderança militar soviética pediu ao OKB Kamov e Mil que apresentassem novos modelos adequados para o propósito. Embora o Kamov Ka-50 tenha sido oficialmente reconhecido como o vencedor da competição, a Mil decidiu desenvolver seu projeto, o Mil Mi-28.
Os anos noventa podem ser considerados o início da era operacional dos helicópteros de ataque dos EUA. O AH-64 Apache foi usado extensivamente e com grande sucesso na Operação Tempestade no Deserto. Foram os Apaches que dispararam os primeiros tiros naquela guerra, destruindo radares inimigos e locais de SAM graças aos seus Hellfires. Posteriormente, eles foram usados com sucesso em ambas as suas funções operacionais, a de ataque direto contra veículos blindados inimigos e como artilharia aérea em apoio às tropas terrestres. Os ataques Apache usando o Hellfire e sua arma efetivamente conseguiram destruir um grande número de tanques inimigos e carros blindados.
Atualmente, a filosofia do helicóptero de ataque foi ainda mais refinada, e o AH-64 Apache Longbow reúne muitas das tecnologias avançadas que serão usadas no desenvolvimento de futuros projetos semelhantes.